# Karun Koh
Der Karun Koh (auch Karun Kuh) ist ein Berg im nördlichen Karakorum im pakistanischen Sonderterritorium Gilgit-Baltistan.
Der Karun Koh bildet mit einer Höhe von 6977 m (nach anderen Quellen 7164 m oder 7350 m) die höchste Erhebung der Ghujerab-Berge.
An seinem Nordwesthang hat der Unakingletscher seinen Ursprung.
Der Karun Koh wurde im Jahr 1984 über die Westschulter und den Südwestgrat erstbestiegen.